# Acetoin
Acetoin eller 3-hydroxi-2-butanon är en keton och sekundär alkohol med formeln C4H7OOH.

## Förekomst
Acetoin finns i smör, yoghurt, svarta vinbär, björnbär, äpplen, nätmelon, broccoli, brysselkål och sparris.

## Användning
Acetoin och diacetyl är de ämnen som ger smör dess smak. Därför används syntetisk acetoin och diacetyl som tillsatts i vegetabiliska oljor och margarin för att ge dem en tydlig smak av smör.